# وجهات الخطوط الجوية الإفريقية
تحتوي هذه القائمة على وجهات الخطوط الجوية الأفريقية:

## ليبيا
- طرابلس (مطار طرابلس العالمي) مركز العمليات
- بنغازي (مطار بنينة الدولي)
- سبها (مطار سبها الدولي)
- البيضاء (مطار الأبرق الدولي) [1]

## أفريقيا
شمال أفريقيا
- مصر
  - القاهرة (مطار القاهرة الدولي)
- السودان
  - الخرطوم (مطار القاهرة الدولي)
- موريتانيا

وسط وغرب أفريقيا
- - نواكشوط (مطار نواكشوط الدولي)
- نيامي
- كوتونو
- أنجامينا
- واغادوغو
- لومي
- بانغي
- باماكو
- دكار
- دوالا
- أبيدجان
- لاغوس
- أكرا

جنوب قارة أفريقيا
- جوهانسبرغ
- كينشاسا

## آسيا
جنوب غرب آسيا
- جدة
- دبي

جنوب شرق آسيا
- دكا
- مانيلا
- بكين

## أوروبا
- لندن
- بروكسيل
- أمستردام
- باريس
- جنيف
- روما
- دوسلدورف